# 사미천 전투
사미천 전투(영어: Battle of the Samichon River)는 1953년 7월 24일부터 7월 26일까지 벌어진 한국 전쟁의 마지막 전투다. 유엔 사령부의 오스트레일리아 및 미국 부대와 중국인민지원군은 제임스타운선의 요충지인 "후크고지"로 알려진 지역을 두고 여러 차례 싸운 적이 있었다. 전투 당시에 사미천 일대에는 오스트레일리아 왕립 연대 제2대대와 제28보병여단, 그리고 미국 제7해병여단이 주둔하고 있었고, 이들은 중국인민지원군 제137사단과 2차례의 야간 공격을 비롯한 수많은 전투를 치렀다. 중국인민지원군은 유엔군의 중포와 소화기 공격으로 큰 피해를 입었다. 이 전투는 중국인민지원군이 미국 제1해병사단에 가한 사단급 공격의 일부였는데, 오스트레일리아군을 향한 공격이 특히 심했다. 판문점에서 평화 조약이 합의에 이르자, 중국인민지원군은 1분이라도 더 유엔군으로부터 승리를 쟁취해 협상을 유리하게 이끌고자 했으나, 유엔군은 정전 협정이 체결되기 직전 승리를 거두었다.
전투 동안 중국인민지원군은 미국 제1해병사단과 영연방 제1사단 사이의 사단 경계를 따라 임진강 일대에 돌파구를 만들고자 했다. 뉴질랜드 왕립포병 제16야전연대를 비롯한 사단 포병의 간접사격과 제1왕립전차연대의 센추리온 전차 지원 덕택에 오스트레일리아 제2대대는 중국인민지원군의 두 차례의 공격을 막아내고, "후크고지"를 지켜냈다. 중국인민지원군의 사상자는 2,000명에서 3,000명 사이로 추산되며, 대부분의 사상자는 뉴질랜드 부대의 포격이 원인이었다. 한편, 좌측방에서는 미국 해병대가 포병과 보병의 지원 하에 중국인민지원군의 공격을 막아냈다. 몇 시간 뒤 정전협정이 체결되면서, 양측은 72시간 동안 약 4km 철수하여 DMZ를 형성하였다.